# Отчество
Отчество (в специализированной литературе также патро́ним) — часть родового имени, которая присваивается ребёнку по имени отца. Вариации патронимических имён могут связывать их носителей и с более дальними предками — дедами, прадедами и т. д.
В дофамильный период именование по имени и отчеству служило целям более точной идентификации человека, то есть выполняло ту же социальную функцию, что и современные фамилии.
Отчество — патроним, указание на имя отца. В современном русском языке имеет окончание -ович/-евич/-ич, -овна/-евна/-ична/-инична; в древности также -ов/-ев/-ин, -ова/-ева/-ина аналогично современным фамилиям (в болгарском языке это сохранилось: например, Георги Иванов Стоянов — Георги Стоянов, сын Ивана). Отчество в составе именной формулы выполняет тройную функцию: дополняет имя, отличая его обладателя (в дополнение к фамилии) от тёзки, проясняет родство в кругу семьи (отец — сын) и выражает почтение (форма вежливости).

## Образование отчеств
Видоизменение формы имени отца в отчестве может происходить разными способами. Если в русском языке для образования отчества используется суффиксальный способ, то, например, в гэльском языке оно выражается аналитически. Известные ирландские и шотландские фамилии, начинающиеся с частицы Мак, являлись первоначально отчествами: «Mac Dhòmhnaill» (именительный + родительный) — сын человека по имени Dòmhnall.

## Отчества у разных народов
Употребление отчеств в том или ином виде свойственно многим культурам, но наиболее характерно среди тех народов, у которых фамилии появились в новейшее время либо отсутствуют. На сегодня широкое распространение отчества получили в арабском (см. Насаб), исландском, греческом, монгольском, восточнославянских и болгарском языках.

### Отчества у греков
У греков, как у древних, так и у современных, отчество представляет собой имя отца в родительном падеже.
У древних греков в повседневной жизни употреблялось только индивидуальное имя, но для официальных документов использовалось и отчество. Так, полное имя Демосфена — Демосфе́нес Демосфе́нус Пэаниэ́ус (др.-греч. Δημοσθένης Δημοσθένους Παιανιεύς), то есть Демосфен сын Демосфена из филы Пэания.
В антропонимической модели современных греков, как и у древних греков, отчество находится между именем и фамилией. В Греции замужняя женщина вместо отчества в исключительных случаях может использовать имя мужа. У советских греков отчества были по тому же принципу, что и у болгар. Например, Александр Никос Кандараки.
Как имена, так и отчества обычно существуют в двух вариантах: официальный литературный и народный (кафаревуса и димотика). В отдельных местностях Греции имя и отчество произносят слитно. Например, литературное имя Георгиос Константину Пападас в бытовой сфере звучит как Гиоргос Коста Пападас, а имя и отчество в слитном произношении как Гиоргокоста.

### Отчества в нормандском языке
В нормандском языке использовались отчества в форме fils de Gérald («сын Джеральда»). От этой формы произошли многие современные английские фамилии, начинающиеся на fitz.

### Отчества у семитских народов
В арабском языке для обозначения отчества у мужчин используется частица ибн, означающая дословно сын (ибн Мухаммад = сын Мухаммада). У женщин отчество используется гораздо реже, в этом случае перед именем отца ставится частица бинт, буквально дочь.
Тот же принцип использовался и другими семитскими народами. Например, у евреев отчество образовывалось при помощи частицы бен или бар, что в переводе соответственно с иврита и арамейского также означает сын. Например, Шломо бен Давид — Шломо (Соломон) сын Давида, Шимон бар Йохай — Шимон сын Йохая. Женским отчеством является частица бат, означающая дочь. Также эта частица может применяться в качестве матьчества: Михаль бат-Лея — Михаль дочь Леи, Ривка бат-Мариам — Ривка дочь Мариам. От матчеств происходят некоторые еврейские фамилии, такие, как Бейлин, Ривкин, Хавкин, Дворкин (от Дебора), Фейгин и так далее.
В современном Израиле отчества не употребляются. Российские же евреи используют отчества по русскому образцу.

### Армянские отчества
В армянском языке отчества образуются путём прибавления к имени отца суффикса -и. Например, если человека зовут Армен, то отчество его детей будет Армени. Армянский суффикс «и» означает принадлежность к кому-то или к чему-то. Корни многих армянских фамилий произошли от имен основателей родов, и, следовательно, когда-то они были отчествами.
В повседневном общении армянские отчества обычно не употребляются.

### Русские отчества
Русские отчества начали употребляться весьма рано; первое упоминание об этом относится к 945 году. Однако до XIII века частота употребления отчеств была невысокой. А в XVIII веке:

<…> в газетной публикации было опущено отчество недавнего камер-пажа Шувалова, произведенного в камер-юнкеры. Переводчику Лебедеву и корректору Барсову было строжайше указано, чтобы они впредь «чины особливого достоинства всегда вносили в газеты с их именем и отечеством и с надлежащею учтивостью», а профессору Ломоносову поручено отныне «над ведомостною экспедицией смотрение иметь». Перепуганные корректоры лепетали, что они «у многих людей об отечестве Шувалова спрашивали, но никто нам того объявить не мог, чего ради мы, отечества его не зная, так и оставили».— Морозов, Александр Антонович. Ломоносов [Текст]. - [5-е изд.]. - Москва : Мол. гвардия, 1965. - 576 с., 15 л. ил., карт. : ил.; 21 см. - (Жизнь замечательных людей. Серия биографий основана в 1933 г. М. Горьким; Вып. 15 (319)). — С. 255.
Форма мужского отчества в современном русском языке с окончанием на -ович (после основ на мягкую согласную — -евич) восходит к отчествам древнерусских князей и знати Московской Руси; подлые люди не имели права пользоваться такими отчествами.
Начиная с XVI века именование с -овичем считалось особой привилегией, такое право незнатным людям даровалось лично царём и за особые заслуги. Так, в 1610 году царь Василий Шуйский, в благодарность за содействие купцов Строгановых в присоединении Урала и Сибири к Московскому государству, повелел Максиму и Никите Строгановым, их потомкам и потомкам Семёна (Иоанникиевича) Строганова писаться с -вичем и даровал особое звание именитых людей. В XVII столетии Строгановы были единственной купеческой фамилией, носившей это звание.
Отчества подлых, то есть незнатных людей, в России первоначально образовывались как краткая форма притяжательного прилагательного от соответствующего имени, например: Иван Петров сын или, в более позднем варианте, Иван Петров; Фёдор Лукин сын — Фёдор Лукин. В определённый момент отчество могло стать наследственной фамилией, таким образом сын Ивана Петрова звался Василий Иванов сын Петров, его внук — Николай Васильев сын Петров и т. д.
Екатерина II ввела различное написание отчеств для чиновников и офицеров различных классов. Офицеры в чине до капитана включительно и соответствующие им чиновники в официальных документах указывались без отчества. Офицеры и чиновники в более высоких чинах указывались с отчествами, образованными как краткая форма притяжательного прилагательного от соответствующего имени (на -ов/-ев). Лишь генералы и соответствующие им высшие чиновники указывались с отчествами на -ович/-евич/-ич.
Однако формы отчества на -ов/-ев употреблялись лишь в канцелярской речи, в официальных документах. В неофициальных же ситуациях, в быту, русские люди именовали друг друга и по именам и отчествам в такой форме, которая привычна нам теперь: величание на -ович/-евич/-ич, -овна/-евна, -ична/-инична не ограничивалось. Иногда оно использовалось даже вместо имени (как иногда и сейчас), когда говорящий хотел подчеркнуть особое уважение к человеку, выказать оттенок расположения, любви.

В домосковской Руси обращение собственного имени или личного прозвания в родовое обыкновенно совершалось придачею к первому окончания «ич». Этим окончанием обозначались в летописях целые княжеские роды: Ольговичи или Олеговичи, Ростиславичи, Мстиславичи, Изяславичи, Рогволдовичи. Таким же окончанием обозначались и родовые прозвища русских богатырей: Волгович, Попович, Чурилович, Пленкович, а также бояр, например: Кучковичи, Яруновичи, и вообще именитых людей: Бутович, Вышатич, Твердигневич, Сельковий.
Такое окончание родовых прозвищ удержалось и доднесь среди корённого русского народа, где название кого-нибудь, хотя бы без крестного имени, но только по отчеству с «вичем», то есть Семенычем, Трофимычем, Назарычем, служит знаком уважения и почета. Но Москва извела мало-помалу этот общий славяно-русский обычай. Москва, чересчур любившая умаление, выразила это стремление и в умалении как крестных имен подвластных ей людей, так и родовых их прозваний. И усечение отчества было направлено к принижению одной личности перед другою, считавшеюся «преимущей». Скажите, например: Зуболомов или Кособрюхов, и перед вами предстанут прежде всего образы современных богатырей из московского Охотного ряда. Но скажите: Зуболомич или Кособрюхович, и перед вами промелькнут облики древних богатырей Земли Русской. Русское ухо, чуткое к отзвукам родного языка и к отголоскам отечественной истории, несомненно почувствует сразу резкую разницу между русско-историческим прозванием «Мономахович» и московско-приказным прозвищем «Мономахов», которое является, так сказать, окруженным славянским именованием. Известно также, что в народных наших песнях, былинах и сказках некоторые реки, как, напр., Дон и Дунай имеют отчества: первый — Иванович, а второй — Селиванович, но назовите их по-московски Дон Иванов или Дунай Селиванов, и от их дополнительных прозваний отшатнется вся поэзия: они покажутся только или служивыми, или мещанами.
— Е. Карнович «Родовые прозвания в России»
В современном русском языке отчество образуется двумя способами:
- Отчества, образованные от мужских имён второго склонения, образуются добавлением к основе суффиксов -ович/-овна, -евич/-евна: Роман — Романович, Николай — Николаевич; при этом имена, оканчивающиеся на -ий, могут менять его на -ь-: Виталий — Витальевич; но: Дмитрий — Дмитриевич.
- Отчества мужчин, образованные от мужских имён первого склонения, образуются добавлением к основе суффикса -ич или -ович: Кузьма — Кузьмич, Лука — Лукич, Никита — Никитич (вариант — Никитович), Иона — Ионович.
- Отчества женщин, образованные от мужских имён первого склонения, образуются добавлением к основе суффикса -ична, если окончание было безударным, и -инична, если ударение падало на окончание: Ники́та — Никитична (вариант — Никитовна), но Лука́ — Лукинична. Однако Иона — Ионовна.
- К именам, оканчивающимся на ударные гласные -а, -я, -е, -э, -и, -ы, -о, -ё, -у, -ю добавляется -евич, -евна при этом конечный гласный сохраняется. Исключение: русские имена Илья, Лука, Кузьма, Фома.

Способ образования украинских и белорусских отчеств почти не отличается от русских.
Большинство современных русских фамилий имеет патронимическое происхождение, то есть происходит от отчеств. Как в русском, так и в других славянских языках из-за морфологических особенностей языка женские фамилии, как правило, отличаются по форме от мужских.

### Скандинавские отчества
В древнескандинавском языке и его живущем наследнике — исландском языке люди по традиции не носят фамилий, их место занимают отчества. Исландский закон прямо запрещает брать фамилии: «Никто не должен брать себе фамилию в нашей стране».
Мужские исландские отчества образуются добавлением -son [сон] (сын) к родительному падежу имени, женские — с добавлением -dóttir [доуттир] (дочь): например, Йоунссон и Йоунсдоуттир (сын Йоуна, дочь Йоуна), Сноррасон и Сноррадоуттир (сын Снорри, дочь Снорри, имя отца — Снорри).
Изредка встречается конструкция из двух отчеств, образованных от имени отца и имени деда (причём второе отчество выступает в родительном падеже), например Йоун Тоурссон Бьярнарсонар (Jón Þórsson Bjarnarsonar) — букв. Йоун, сын Тоура, сына Бьярни.
Помимо отчеств, дававшихся по отцу, в Скандинавии существовали и матронимы.
Примеры:
- Свен II Эстридсен (1020—1074?), король Дании — только отчество.
- Леннарт Торстенссон (1603—1651), фельдмаршал Швеции — только отчество, поздний пример для знати.
- Якоб Понтуссон Делагарди (1583—1652), фельдмаршал Швеции — фамилия и отчество.

### Финские и карельские отчества
В Финляндии отчества бытовали до начала XX века и образовывались по скандинавской модели: прибавлением к имени отца суффиксов -пойка/-тютяр (фин. poika, tytär), означавших «сын» и «дочь» соответственно. Примеры: Матти Антинпойка, Мария Юхонтютяр — Матти, сын Антти и Мария, дочь Юхана (в русском было бы Матвей Андреевич и Мария Ивановна соответственно).
Среди карелов (а раньше — и финнов) помимо русифицированных отчеств сохраняется более традиционная форма отчеств, когда называют по имени отца в сочетании с личным именем: Дехиман Мийтрей (Дмитрий Ефимович), Йиванан Васси (Василиса Ивановна), Онён Пеша (Петр Афанасьевич), Иллян Дякку (Яков Ильич), Сёмкан Нюра (Нюра/Анна Семёновна), Юррын Пека (Пётр Юрьевич), Арсён Мийтрей (Дмитрий Арсеньевич). Реже к имени отца всё-таки прибавляют суффикс -пойга (карел. poiga), также обозначающий «сын» (Сёмкан Нюра-пойга, по фински было бы Нюра/Анникки Симонтютяр). Такая форма является неофициальной и употребляется главным образом в деревнях.

### Болгарские отчества
В болгарском языке отчества образуются путём прибавления к имени отца суффикса -ов или -ев, то есть способом, бытовавшим и в России. Например Георги Борисов Иванов — Георги, сын Бориса, Иванов (фамилия), Ивайла Тодорова Стоянова — Ивайла, дочь Тодора, Стоянова (фамилия). Болгарские отчества бытуют только в официальных документах, в разговорной речи никогда не используются.

### Грузинские отчества
Грузинские мужские отчества образуются путём добавления к имени отца в родительном падеже слова-ძე («дзе») — сын («ძე» пишется отдельно). Например, «ივანე პეტრეს ძე» Иванэ Петрес дзе и т. п. Женские отчества в грузинском языке также сохранили архаическую форму. К имени отца в родительном падеже древнегрузинского слова, почти вышедшего из употребления в современной речи — «ასული» («асули»; адекватно старославянскому дщерь). Например, «მარინა კოსტას ასული» Марина Костас асули.

### Вайнахские отчества
У вайнахов (чеченцев и ингушей) отчество предшествует имени: Хьамидан Ваха, Ваха Хамидович — так звучало бы на русском языке.

### Лакские отчества
У лакцев (Дагестан) отчество образуется путём добавления к имени отца в конце слова «арс» — сын. Например Шамил Чупалавлул арс — Шамиль сын Чупалава.

### Марийские отчества
В дохристианскую эпоху антропонимическая модель у марийцев была двучленной. Она включала имя отца (отчество), стоящее на первом месте в родительном падеже, и имя собственное, например: Изерген Ипай, Шемвуйн Васлий, Лапкасын Корак.

### Монгольские отчества
Монгольское отчество представляет собой имя отца в родительном падеже, образуемом путём прибавления суффиксов -ын или -ийн. Главным идентификатором человека в быту служит личное имя, в то время как отчество фигурирует прежде всего в официальных документах и СМИ. На письме отчество, а не имя, сокращается до инициала: напр., Намбарын Энхбаяр — Н. Энхбаяр. В последние годы в СМИ, особенно ориентированных на зарубежную публику, наметилась тенденция писать имя отца без суффиксов родительного падежа и иногда после личного имени на манер западной фамилии, напр., Мөнх-Эрдэнэгийн Төгөлдөр — Төгөлдөр Мөнх-Эрдэнэ.

### Тюркские отчества
Образуются с помощью слов оглы (оглу, улы, уулу) для сыновей и кызы (гызы) для дочерей (слова сын и дочь в притяжательной форме 3 лица единственного числа). Например, дети азербайджанца Салима по имени Мамед и Лейла будут зваться Мамед Салим оглы и Лейла Салим кызы.
Среди тюрков долгое время были распространены одночленные именования лиц, выраженные антропонимами исконно тюркского происхождения, например: Арслан, Айбарс, Илбек, Канак, Тимер, Уразай и др., а с принятием ими ислама — арабско-персидского происхождения, напр: Булат, Мухаммат, Хасан, Ахмат и т. п. Первые многочленные, в основном дву- и трехчленные, именования — антропонимы у тюркоязычных народов зафиксированы в памятниках енисейской письменности тюрков (V—VII веков). Более четкая позиция дополнительных членов именований, так называемых дополнительных определений, выполняющих функцию фамилий, встречается в письменных источниках и археологических памятниках XI—XIII веков: надписях на монетах, замках, надгробных памятниках и др. Самыми распространенными дополнительными определениями у тюрков были патронимы, то есть личное имя отца или деда, и сословные титулы, которые ставились до или после личного имени. Имя отца употреблялось чаще всего со словами «улы» (сын) или «кызы» (дочь), подтверждением чего являются именования лиц, обнаруженные в булгарских эпитафиях и других памятниках, например: сын Юлдаша Митрий, Фатима-илча, дочь Аййуба и др. Наряду с именованиями лиц, состоящими из двух антропонимов, встречаются и более сложные именования, принадлежащие в основном именитым татарам, например: Башмаков Ахмамет Елмаметов (XVI век) и др.
Государственное внедрение трехчленной формулы антропонимов для всех граждан СССР в 1932 году (паспортное имя состоит из фамилии, имени и отчества), потеснило исконные двучленные антропонимические структуры тюркоязычных, финно-угорских и других этносов. Однако для тюркских народов СССР — азербайджанцев и казахов — допускалось такое записывание отчеств в метриках (независимо от того, проживали они в своих союзных республиках или за их пределами). После распада СССР от официального использования отчеств отказались некоторые его бывшие республики (в Молдове отчество не указывается в удостоверениях даже у лиц русской национальности).
В тюркских отчествах слова «оглы» (оглу, улы, уулу) и «кызы» (гызы) являются элементами, образующими отчество, подобно русским -ович, -евич, -овна, -евна. Поэтому по правилам сокращений[каким?] до инициалов данный элемент в сокращение не вносится (пример: Ибрагимов Чингиз Тимер улы — сокращается до инициалов как Ибрагимов Ч. Т.).

### В Нидерландах
В Нидерландах отчества существовали в прошлом и до сих пор неофициально используются у фризов. Женские отчества образовывались с помощью -dochter (дочь), мужские — с помощью -zoon (сын), в сокращённом варианте -sz или -s. Например, полное имя известного композитора было Ян Питерсзон Свелинк (Jan Pieterszoon Sweelinck), полное имя Рембрандта — Рембрандт Харменсзон ван Рейн (Rembrandt Harmenszoon van Rijn).
У лиц незнатного происхождения фамилия могла отсутствовать, и в таких случаях отчество частично играло роль фамилии и позволяло различать людей. Так, у известного мореплавателя Виллема Баренца фамилии не было, Баренц (Barents, Barentsz) или Баренцзон (Barentszoon) — отчество, означавшее сын Барента.
Со временем, когда всё население Голландии приобрело фамилии, отчества практически вышли из употребления.

### В странахПиренейского полуострова
В странах Пиренейского полуострова (Кастилия, Леон, Наварра, Арагон и Португалия) отчества существовали в средние века. Образовывались с помощью суффикса -ez (с вариантами -oz, -iz и др., в Португалии также -es) невыясненного происхождения. Самое раннее употребление отчества отмечено у короля Наварры Гарсии Иньигеса (исп. García Íñiguez, ок. 810 — 870 или 882), отцом которого был Иньиго Ариста.
Со временем эта система заменилась системой фамилий, которые унаследовали от отчеств одну из своих самых распространённых моделей (Альварес, Домингес, Родригес — Álvarez, Domínguez, Rodríguez и т. д.).

## Случаи образования отчеств от женских имён в русском языке
По русским правилам, отчество всегда образуется от мужского имени — от имени отца. Однако известно несколько случаев, когда отчество образовывалось от имени матери: сын Галицкого князя Ярослава Осмомысла (ок. 1130 — 1187) и его любовницы Настасьи в народе получил прозвище Олег Настасьевич. Позже он унаследовал галицкий престол. Аналогично, Владимир Мстиславич, единственный сын Мстислава Великого от второго брака, получил от братьев прозвище Мачешич (то есть «мачехин сын»).
Кроме того, в России внебрачные дети мужчин-дворян и девушек-простолюдинок (служанок, крепостных…) нередко получали фамилию, образованную от имени матери (Катериненко, Ма́шин, Надеждин…) вместо фамилий, образованных от отчеств.
Также некоторые[какие?] женщины в России при оформлении свидетельства о рождении для своих детей указывают там матроним вместо отчества.